# جورج میکر
جورج میکر (انگلیسی: George Meeker؛ ۵ مارس ۱۹۰۴ – ۱۹ اوت ۱۹۸۴) یک هنرپیشه اهل ایالات متحده آمریکا بود.
از فیلم‌های او می‌توان به دیشب را به‌خاطر داری؟، تاریخ شب‌ها ساخته می‌شود و انتقام تارزان اشاره کرد.